# Chloriona sicula
Chloriona sicula är en insektsart som beskrevs av Matsumura 1910. Chloriona sicula ingår i släktet Chloriona och familjen sporrstritar. Inga underarter finns listade i Catalogue of Life.